# وسپا ال ام ال
ال ام ال (به انگلیسی: LML Star) یک مدل موتورسیکلت هندی در سبک اسکوتر است که توسط کمپانی لوهیا مشینری در کان‌پور، هند بین سال‌های ۱۹۹۹ تا ۲۰۱۷ ساخته شده و بر اساس وسپا ایتالیایی ساخته شده‌است.

## تاریخچه
در سال ۱۹۸۶، ال ام ال سرمایه‌گذاری مشترکی را با سازنده موتورهای اسکوتر پیاجو آغاز کرد که از طریق آن شرکت ایتالیایی مدل وسپا پی‌ایکس خود را به بازار هند فروخت. نسخه ارتقا یافته این اسکوتر ال ام ال ۲ نام داشت. که تولید آن‌هم در سال ۲۰۰۴ به پایان رسید. از طرف باجاج چتاک رقیب اصلی این محصول در بخش خود در هند بود. بازار. این شرکت در سال ۲۰۰۷ تولید خود را اصلاح کرد و متعاقباً مدل‌های دو زمانه و چهار زمانه را به فروش رساند. مدل دیگری نیز توسط همین کمپانی تولید شد که وسپا آ. یک نام داشت. برخلاف سایر وسپاها، دارای صندلی‌های تقسیم شده‌است. صندلی راننده یک فنر زیر آن و یک صندلی جداگانه دیگر برای سرنشین داشت.
این اسکوتر در ژوئن ۲۰۱۷ پس از اینکه کمپانی با مشکلات مالی مواجه شد، واردات خود را متوقف کرد.

## مشخصات
دارای یک موتور ۱۵۰ سی سی دو زمانه است. مانند اسکوترهای اروپایی «وینتیج» با یک گیربکس دستی چهار سرعته «پیچشی» کار می‌کند. سایر ویژگی‌های سنتی شامل قاب فولادی، لاستیک زاپاس، و یک ظاهر طراحی شده‌است. در مدل‌های ۲۰۰۷ و ۲۰۰۸ شامل رنگ با کیفیت بهتر، دستگیره‌ها و چراغ جلوی بازطراحی شده هستند.